# Það sem enginn sér
"Það sem enginn sér" (tradução portuguesa:  "O que ninguém vê") foi a canção escolhida para representar a televisão pública islandesa (RÚV) no Festival Eurovisão da Canção 1989, interpretada em islandês por Daníel Ágúst. Foi a vigésima canção a ser interpretada na noite do evento, a seguir à canção grega "To diko sou asteri", interpretada por Marianna Efstratiou e antes da canção alemã "Flieger", interpretada por Nino de Angelo. A canção islandesa terminou em último lugar (22.º), não logrando conquistar qualquer ponto (0 pontos).

## Autores
- Letrista: Valgeir Guðjónsson
- Compositor: Valgeir Guðjónsson
- Orquestrador: Não teve

## Letra
A letra é uma balada, na qual o cantor pede à Lua para iluminar o seu caminho, meditando que "se bem que o caminho pareça claro há coisas que o olho não não consegue ver".